# Lista över rollfigurer i Den mörka materian och Boken om stoft
En lista över de viktigaste rollfigurerna i Den mörka materian och Boken om stoft.

## Huvudpersoner

### Lyra Belacqua
Lyra Belacqua är en ung flicka som lever i ett universum parallellt med vår egen, uppvuxen på Jordan College, Oxford. Hon är dotter till lord Asriel och Marisa Coulter. Hennes daimon heter Pantalaimon. I filmen Guldkompassen spelas Lyra av Dakota Blue Richards. I His Dark Materials spelas Lyra av Dafne Keen.

### Will Parry
Will Parry är son till John Parry, en upptäcktsresande, och Elaine Parry. Han medverkar i Den skarpa eggen och Bärnstenskikaren.

### Lord Asriel
Lord Asriel är far till Lyra. Hans daimon är en snöleopard som heter Stelmaria. I filmen spelas han av Daniel Craig.

### Marisa Coulter
Marisa Coulter (Mrs Coulter) är mor till Lyra och en medlem av Magisteriet. Hennes daimon är en guldfärgad apa. I filmen spelas hon av Nicole Kidman.

### Iorek Byrnison
Iorek Byrnison är en pansarbjörn och kung över björnarna. I filmen har Ian McKellen lånat ut sin röst.

## Övriga personer

### John Faa
John Faa är ledaren över zyjenarna och medverkar i Guldkompassen och Bärnstenskikaren. Hans daimon är en svartkråka. I filmen spelas han av Jim Carter.

### Farder Coram
Farder Coram är en av zyjenarna och god vän till John Faa. I böckerna är hans daimon en stor guldbrun katt som heter Sophonax, medan i filmen är den en ökenlo. Han spelas av Tom Courtenay.

### Serafina Pekkala
Serafina Pekkala är drottning över häxorna och kommer från Enare, Finland. Hon medverkar i Guldkompassen och Bärnstenskikaren. Hennes daimon är en stor grå gås som heter Kaisa. I filmen spelas hon av Eva Green.

### Lee Scoresby
Lee Scoresby är en aeronaut och god vän till Iorek Byrnison. Hans daimon är en polarhare som heter Hester. I filmen spelas han av Sam Elliott.

### Ma Costa
Ma Costa är en av zyjenarna vars son blir fångad av Slukarna. Hon får hjälp av Lyra att finna honom. 

### Roger Parslow
Roger Parslow är en av Lyra vänner, dennes familj arbetar på Jordan College. Han är en av de som blir fångad av Slukarna. Rogers daimon heter Salcilia.

### Billy Costa
Billy Costa är son till Ma Costa. Hans daimon heter Ratter som är en råtta.